# Le Sexe du diable
Pour plus de détails, voir Fiche technique et Distribution.
Le Sexe du diable (La muerte de Mikel) est un film dramatique espagnol réalisé par Imanol Uribe et sorti en 1984.

## Synopsis
Mikel est pharmacien dans un village de Biscaye. Bien qu'issu d'une famille bourgeoise conservatrice, il est membre de la gauche abertzale. Son mariage va de mal en pis en raison de ses penchants homosexuels, qu'il tente sans succès de refouler ce qui le rend vulnérable à la dépression nerveuse et à la tentative de suicide.
Après avoir provoqué sa séparation en agressant sa femme, il rencontre dans un cabaret un travesti avec lequel il entame une relation. Lorsque la rumeur de son orientation sexuelle se répand, il ne reçoit aucun soutien de son entourage, de sa famille ou de ses collègues de parti, qui le retirent immédiatement des listes électorales. Parallèlement, il est arrêté par la police pour avoir aidé par le passé un membre de l'Euskadi ta Askatasuna (ETA) blessé. Refusant de fournir des informations, il est torturé, puis relâché au motif que ses actes sont couverts par la loi d'amnistie de 1977 (es).
Le climat créé par sa sortie du placard, loin de le faire reculer, lui fait envisager de quitter le village pour vivre une vie plus libre à Bilbao. Mais avant qu'il ne puisse le faire, il est soudainement retrouvé mort, et l'on suggère que c'est sa propre mère qui l'a tué pour éviter un scandale. Ses propres collègues de parti, qui l'avaient repoussé, se sont alors empressés de faire un usage politique de cette mort étrange.

## Fiche technique
- Titre français : Le Sexe du diable[1],[2]
- Titre original espagnol : La muerte de Mikel[3]
- Réalisateur : Imanol Uribe
- Scénario : Imanol Uribe, José Ángel Rebolledo, María Teresa Font
- Photographie : Javier Aguirresarobe
- Montage : José Luis Peláez
- Musique : Alberto Iglesias
- Décors et costumes : Eugenio Urdanbide
- Production : Pep Cuxart, Imanol Uribe, José Esteban Alenda
- Société de production : Aiete Films, Cobra Films
- Pays de production :  Espagne
- Langue originale : espagnol
- Format : Couleurs par Eastmancolor - 1,85:1 - Son mono - 35 mm
- Durée : 89 minutes
- Genre : Drame
- Dates de sortie :
  - Espagne : 17 février 1984
  - France : 17 septembre 1986

## Distribution
- Imanol Arias : Mikel
- Martín Adjemián : Martín
- Ramón Barea : Jon Uriarte
- Montserrat Salvador : Doña María Luisa, la mère de Mikel
- Xabier Elorriaga : Iñaki, le frère de Mikel
- Amaia Lasa : Begoña, la femme de Mikel
- Alicia Sánchez : Arantxa
- Carmen Chocarro : Maite
- Daniel Dicenta : Inspecteur
- Fernando Telletxea : Fama, le travesti